# Georges Poisson
Pour les articles homonymes, voir Poisson (homonymie).
 (décembre 2009).
Si vous disposez d'ouvrages ou d'articles de référence ou si vous connaissez des sites web de qualité traitant du thème abordé ici, merci de compléter l'article en donnant les références utiles à sa vérifiabilité et en les liant à la section « Notes et références ».
Georges Poisson, né le 27 novembre 1924 à Düsseldorf et mort le 14 mai 2022 à Paris, est un historien de l'art français.

## Biographie
Neveu du démographe Alfred Sauvy et de la journaliste Titaÿna, il est le fils de la journaliste Claude Salvy (Marie-Madeleine Sauvy) et de l'ingénieur Édouard Poisson.
Conservateur du musée de l'Île-de-France au château de Sceaux à partir de 1948, Georges Poisson y développe les collections, crée un centre de documentation, crée un service éducatif, organisant des expositions et des concerts. Parallèlement, il mène des missions de réorganisation aux musées de Meudon (où l'organisation des salles est repensée), Courbevoie, Dourdan, Blaye, etc. Il est l'initiateur du don de la bibliothèque du bibliophile André Desguines au département des Hauts-de-Seine.
En 1990, Georges Poisson est nommé inspecteur général des Affaires culturelles des Hauts-de-Seine. Il prend sa retraite en 1992, dans le corps des conservateurs généraux du patrimoine. Il est alors conseiller technique à la maison de Victor Hugo à Paris, et membre du conseil d'administration de la Ligue urbaine et rurale.
Défenseur des monuments et sites, il a mené de nombreuses campagnes couronnées de succès : sauvetage, avec Alain Decaux, du château de Monte-Cristo, restauration de la Grande Perspective de Meudon, actions déterminantes à la maison de Chateaubriand à la Vallée-aux-Loups (Châtenay-Malabry) et à celle d'Émile Zola à Médan. Administrateur de la fondation Goury-Laffont, il a mené en son nom de nombreuses opérations de restauration du patrimoine.
Spécialiste d’Histoire de l’architecture, Georges Poisson était appelé à l’enseigner successivement au collège des arts appliqués[Où ?], à l'école normale supérieure d'enseignement technique (ENSET Cachan), à l'École du Louvre à Paris et à l’université Paris III.
En 2012, il reçoit la médaille grand or de Florian.

## Publications
- Normandie, terre meurtrie, Paris, Compagnie des Arts Photomécaniques, 1945
- Les musées de France, Éd. Presses Universitaires de France, col. « Que sais-je », 1950
- Sceaux, histoire et guide, Paris, Éd. L'Indispensable, 1951
- Guide du Touriste Lettré, en collaboration avec Pierre d'Espezel, Curnonsky, André Thérive etc., Paris, Éd. Ch. Poisson, 1951
- Paris et ses environs, en collaboration avec René Mathieu, préface de Jules Romains, Éd. Nagel, 1952
- La vie parisienne vue par les peintres, Paris, Éd. Nathan, 1953
- Urbanisme et architecture, en collaboration, [mélanges publiés en l'honneur du professeur Lavedan], Paris, Éd. Laurens, 1954
- Lisieux et le pays d'Auge, en collaboration avec Patrice Boussel, Paris, Éd. Le Centurion, col. « Plaisir du voyage », 1955, 96 p.
- La femme dans la peinture moderne, Paris, Éd. Plon, 1955
- Les environs de Paris, Paris, Éd. Hachette, col. « Guides Bleus », 1955
- Évocation du Grand Paris (avec Jacques Hillairet), Tome I, « La Banlieue sud » Paris, Éd. de Minuit, 1956
- Nièvre, sous la Direction d'Henry de Ségogne, Paris, Éd. Kléber-Colombes
- Fontaines de Paris, Paris, Éd. Le Centurion, 1958
- Les peintres du rêve, Paris, Éd. Plon, 1958
- Le Val de Marne, 1958 (prix de l’Académie française)
- La Principauté de Monaco, Paris, Éd. Le Centurion
- Évocation du Grand Paris, Tome II, « La Banlieue nord-ouest », Éd. de Minuit, 1960, 595 p.
- Évocation du Grand Paris, Tome III, « La Banlieue nord-est », Éd. de Minuit, 1961, 544 p.
- Histoire souriante de Paris, Éd. Berger et Levrault, 1962, 343 p.
- Les Châteaux de la Loire, Éd. Larousse, 1963, réédité en 1972, 160p.
- Napoléon et Paris, 1964, réédité en 2002
- Moyen Âge en Île-de-France, Éd. Fayard, 1965, 223 p.
- Pays du dimanche : Île-de-France, 2 Sud, Éd. Arts et Métiers graphiques, 1965, 250 p.
- Monuments de Paris, avec Georges Huisman, col. « Guides Bleus », Paris, Éd. Hachette, 1966, 424 p.
- « Histoire du Val d’Oise », supplément au no 5 du Bulletin d'Information de la Préfecture de Val d'Oise, 1967, 46 p.
- Promenades aux Châteaux de l’Ile-de-France, Éd. André Balland, 1967, 287 p.
- Le Val de Marne, Art et Histoire, Éd. de Minuit, 1968 (prix Toutain 1969 ; prix de l'Académie française)[6]
- Saint-Simon, Album de la Pléiade, bibliothèque de la Pléiade, éditions Gallimard, 1969
- Inventaire des édifices religieux catholiques des Hauts-de-Seine, Paris, Fédération des Sociétés historiques et archéologiques de Paris et Île-de-France, 1971.
- De Maisons-sur-Seine à Maisons-Laffitte, 1973, 3e édition en 1993
- Les Musées de France, PUF, col. « Que sais-je », 1976
- Cette curieuse famille d’Orléans, 1977, réédité en 1999
- Donation André Dunoyer de Segonzac (1965), en collaboration avec Maddy Ariès, 1977
- Histoire des grands boulevards, 1980 (prix de l’Académie française)
- Histoire et histoires de Sceaux, préface de Georges Duhamel, 1981
- À la recherche des châteaux perdus, préface de la duchesse de La Rochefoucauld, 1981
- Charenton-le-Pont, 5000 ans d’histoire, préface d’Alain Griotteray, 1982
- Dix siècles à Montfort-l’Amaury, en collaboration avec M.H. Hadrot, préface de Jacques de Lacretelle, 1983 (prix Georges Goyau ; prix de l’Académie française)[6]
- L’Essonne dans la Seine-et-Oise d’autrefois, 1984
- Les Hauts-de-Seine, 60 ans avant leur naissance, 1985
- Choderlos de Laclos ou l'obstination, Éd. Grasset et Fasquelle, 1986 (prix Goncourt de la biographie)
- Le duc de Saint-Simon (seigneur de La Ferté-Vidame) et le Perche, Éd. des Amis du Perche, 1986
- La curieuse histoire du Vésinet, préface d’Alain Decaux, 1987, réédité en 1998
- Monsieur de Saint-Simon, 1987, réédité en 2007 (prix Henry Malherbe)
- Monte-Cristo, un château de roman, préface d’Alain Decaux, Éd. Champflour, 1987, 122 p.
- L’Élysée, histoire d’un palais (de la marquise de Pompadour à Valéry Giscard d’Estaing), 1988, réédité en 1997 (prix Biguet ; prix de l’Académie française)[6]
- Paris au temps de la Révolution, 1989
- Guide des statues de Paris, Éd. Hazan, 1990, réédité en 1998
- Guide des maisons d’Hommes célèbres, 1991, réédité en 2003
- Histoire de Saint-Maurice, 1992
- Rueil-Malmaison, quinze siècles d’histoire, 1993
- Les Chemins du Roi Soleil, 1993
- Histoire de l’architecture à Paris, 1997
- La Ferté-Vidame, en collaboration avec François Dugas du Villard, Michel Lallemand, Gérard Mabille et Philippe Siguret, Éd. des Amis du Perche, 1998, 176 p.
- Histoire de l’Élysée, de Madame de Pompadour à Jacques Chirac, Éd. Perrin, 1999, réédité en 2007  (ISBN 2262025673)
- La Duchesse de Chevreuse, Éd. Perrin, 1999  (ISBN 978-2-262-01499-5)[7],[8]
- Dictionnaire des monuments d’Île-de-France, préface de Jean-Paul Huchon, Éd. Hervas, 1999, 920 p., réédition revue en 2001 (prix des Vieilles Maisons Françaises)
- Maintenon, Éd. Norma, 2001, 160p.
- Les Grands Travaux des présidents de la Ve République : de Charles de Gaulle à Jacques Chirac, Éd. Parigramme, 2002, 196 p.  (ISBN 2840962128)
- Napoléon Ier et Paris, l'empereur architecte, Éd. Tallandier, Bibliothèque Napoléonienne, 2002, 280 p.  (ISBN 2847340114)
- « Les Soirées de Médan », Cahiers rougesno 129 [Zola-Maupassant-Huysmans], préface de Georges Poisson et Léon Hennique, Éd. Grasset, 2003, 240 p.
- Retour des cendres de Napoléon, préface de Jean Tulard, Éd. Tallandier, 2004, 288 p.
- Retour des cendres de l’Aiglon, Éd. du Nouveau Monde, 2006  (ISBN 2847361847)
- Les Secrets de l'Élysée, Éd. Timé, col. « Les plus belles histoires », 2006, 141p.  (ISBN 291558673X)
- Sacha Guitry entre en scène, Éd. Timé, col. « Les plus belles histoires », 2007  (ISBN 2915586969)
- Monsieur de Saint-Simon, Éd. Nouveau Monde, 2007, 775 p.  (ISBN 2847362339)
- Combats pour le Patrimoine, Éd. Pygmalion, 2009  (ISBN 2756402052)
- Saint-Simon, Sceaux et l’Île-de-France, préface de Philippe Hourcade, Société Saint-Simon, 2009
- Le Comte de Chambord, Éd. Pygmalion, 2009  (ISBN 2756402052)
- L’Élysée : histoire d'un palais des origines à Sarkozy, Éd. Pygmalion, 2010  (ISBN 2756403008)
- La Grande Histoire du Louvre, Éd. Perrin, col. « Synthèses Économiques », 2013, 479 p.  (ISBN 2262037574)
- Tel était Molière, Éd. Actes Sud-Papiers, 2014  (ISBN 978-2-330-03031-5)

## Distinctions

### Décorations
- Commandeur de la Légion d'honneur[9]
  -  Officier de la Légion d'honneur (1989)[10]
- Commandeur de l'ordre des Arts et des Lettres (2009)[11]

### Récompenses
- Grande médaille d'Histoire de l'art de l'Académie d'architecture
- Docteur honoris causa de l'université Sōka à Tokyo (Japon)
- Président honoraire, cofondateur de la Société Saint-Simon